# Contea di Bega Valley
La contea di Bega Valley è una Local Government Area che si trova nel Nuovo Galles del Sud. Essa si estende su una superficie di 6.280 chilometri quadrati e ha una popolazione di 33.925 abitanti. La sede del consiglio si trova a Bega.